# Благовещенка (Новосибирская область)
Благове́щенка — деревня в Купинском районе Новосибирской области России. Административный центр Благовещенского сельсовета.

## География
Площадь деревни — 21 гектар.

## Население
| 2002 | 2007 | 2010 |
| ---- | ---- | ---- |
| 567  | ↘565 | ↘467 |

## Инфраструктура
В деревне по данным на 2007 год функционируют 1 учреждение здравоохранения и 2 учреждения образования.